# Canoagem nos Jogos Pan-Americanos de 2007 - K-1 1000 m masculino
A competição de K-1 1000 metros masculino foi um dos eventos da canoagem nos Jogos Pan-Americanos de 2007, realizado no Estádio de Remo da Lagoa nos dias 25 e 27 de julho. 14 atletas disputaram a prova.

## Medalhistas
| Ouro   | CAN Angus Mortimer     |
| Prata  | BRA Sebastian Cuattrin |
| Bronze | CUB Jorge García       |

## Resultados
Os quatorze competidores foram divididos em duas séries na primeira fase. Os três melhores em cada série se classificaram para a final e os restantes disputaram a semifinal. Os três primeiros na semifinal juntam-se aos anteriormente classificados na final.

### Eliminatórias
A primeira fase foi disputada em 25 de julho.
| 1 | CAN Angus Mortimer        | 3m42s444 | QF |
| 2 | BRA Sebastian Cuattrin    | 3m43s180 | QF |
| 3 | VEN Marcos Pérez Montilla | 3m47s734 | QF |
| 4 | GUA Luis Arturo Estrada   | 4m00s950 | QS |
| 5 | ECU Yautung Cueva         | 4m12s488 | QS |
| 6 | PUR Krishna Angueira      | 4m25s822 | QS |
| 7 | PAR Juan Grassi           | 4m51s054 | QS |

| 1 | CUB Jorge García       | 3m48s705 | QF |
| 2 | ARG Miguel Correa      | 3m53s625 | QF |
| 3 | USA Andrew Bussey      | 3m55s727 | QF |
| 4 | URU Marcelo D'Ambrosio | 4m06s193 | QS |
| 5 | COL Miller Cabanzo     | 4m07s989 | QS |
| 6 | CHI Felipe Garrido     | 4m18s033 | QS |
| 7 | BOL Hebert Ramos       | 5m19s443 | QS |

### Semifinal
A semifinal foi disputada em 25 de julho.
| Pos. | Atleta                  | Tempo    | Q  |
| ---- | ----------------------- | -------- | -- |
| 1    | URU Marcelo D'Ambrosio  | 3m55s098 | QF |
| 2    | GUA Luis Arturo Estrada | 3m56s324 | QF |
| 3    | ECU Yautung Cueva       | 3m57s194 | QF |
| 4    | CHI Felipe Garrido      | 3m58s276 |    |
| 5    | COL Miller Cabanzo      | 4m01s616 |    |
| 6    | PUR Krishna Angueira    | 4m05s376 |    |
| 7    | PAR Juan Grassi         | 4m45s076 |    |
| 8    | BOL Hebert Ramos        | 5m19s472 |    |

### Final
A final foi disputada em 27 de julho.
| Pos.   | Atleta                    | Tempo    |
| ------ | ------------------------- | -------- |
| Ouro   | CAN Angus Mortimer        | 3m39s519 |
| Prata  | BRA Sebastian Cuattrin    | 3m42s725 |
| Bronze | CUB Jorge García          | 3m44s341 |
| 4      | ARG Miguel Correa         | 3m46s587 |
| 5      | VEN Marcos Pérez Montilla | 3m47s105 |
| 6      | CUB Marcelo D'Ambrosio    | 3m52s253 |
| 7      | USA Andrew Bussey         | 3m52s383 |
| 8      | GUA Luis Arturo Estrada   | 3m54s599 |
| 9      | ECU Yautung Cueva         | 3m57s521 |